# Culture libre (livre)
Culture libre : comment les médias utilisent la technologie et la loi pour confisquer la culture et contrôler la créativité est un livre écrit par le juriste et militant politique Lawrence Lessig. Il a été publié sur Internet sous la licence Creative Commons Attribution/Partage à l'identique le 25 mars 2004.

## Résumé
Dans la préface de Culture libre, Lessig compare ce livre avec un de ses précédents, Code et autres lois du cyberespace, qui avançait alors l'idée que le logiciel fait effet de loi. Le message de Culture libre est différent car « son sujet n’est pas Internet en soi » mais plutôt « ses effets sur l’une de nos traditions, ce qui est bien plus fondamental et plus difficile à comprendre, que ce soit pour les passionnés d’informatique et de technologies que pour les autres, car bien plus importants. »
Lawrence Lessig analyse la tension qui existe entre les concepts de piratage et de propriété intellectuelle, dans ce contexte qu'il appelle « le système législatif désespérément corrompu », et qui évolue dans chaque pays grâce à des entreprises plus intéressées par l'accumulation d'un capital que par le libre échange des idées.
Le livre rend aussi compte du procès qui opposa Eric Eldred (éditeur de livres appartenant au domaine public) à John Ashcroft, qui allongea la durée du copyright de certaines œuvres de 20 ans, et la tentative de Lessig de développer à ce moment-là une loi Eldred, aussi connue sous le nom de Loi d'amélioration du domaine public (Public Domain Enhancement Act ou Copyright Deregulation Act).
Lessig conclut son livre en écrivant que maintenant que notre société évolue en une société de l'information, il faut décider si la nature de celle-ci doit être libre ou féodale. Dans la postface, il suggère que le pionnier du logiciel libre Richard Stallman et le modèle de la Free Software Foundation de créer des contenus disponibles ne sont pas dirigés contre le capitalisme (qui permet à des entreprises comme LexisNexis de faire payer les utilisateurs pour des contenus étant principalement dans le domaine public), mais qu'il faut proposer des licences telles que celles créées par son organisation Creative Commons.
Il argumente également en faveur de la création d'une période plus courte pour le renouvellement du copyright et une limitation de ses dérives, telles que le fait de stopper, pour un éditeur, la publication de l'ouvrage d'un auteur sur Internet pour un but non commercial, ou de créer un régime de licence obligatoire pour assurer aux créateurs d'obtenir des royalties sur leurs œuvres directement en fonction de leurs usages.

## Travaux dérivés
Le jour suivant la parution du livre, le blogueur Akma proposa à ses lecteurs de choisir un chapitre et d'en faire un enregistrement sonore en le lisant, en partie car ils étaient autorisés à le faire. Des lecteurs se portèrent volontaires, et la plupart des pages du livre furent transcrites en audio deux jours plus tard.